# Aanbod (Nederlands recht)
Artikel 217 lid 1 van Boek 6 van het Nederlandse Burgerlijk Wetboek bepaalt dat een overeenkomst tot stand komt door een aanbod en een aanvaarding van dat aanbod.
Een aanbod kan worden herroepen, tenzij het een termijn voor de aanvaarding inhoudt of de onherroepelijkheid ervan op andere wijze uit het aanbod volgt. De herroeping kan slechts geschieden zolang het aanbod niet is aanvaard en evenmin een mededeling, houdende de aanvaarding is verzonden. Bevat het aanbod de mededeling dat het vrijblijvend wordt gedaan, dan kan de herroeping nog onverwijld na de aanvaarding geschieden. Als deze vrijblijvendheid gekoppeld is aan de voorraad wordt dit vaak uitgedrukt als "zolang de voorraad strekt" of "op = op".
Een schenkingsaanbod geldt als aangenomen wanneer de begiftigde deze na er van kennis te hebben genomen niet direct heeft afgewezen.